# پلیموث (میشیگان)
پلیموث، میشیگان (به انگلیسی: Plymouth, Michigan) یک شهر در ایالات متحده آمریکا با جمعیت ۹٬۱۳۲ نفر است که در میشیگان واقع شده‌است.

## نگارخانه

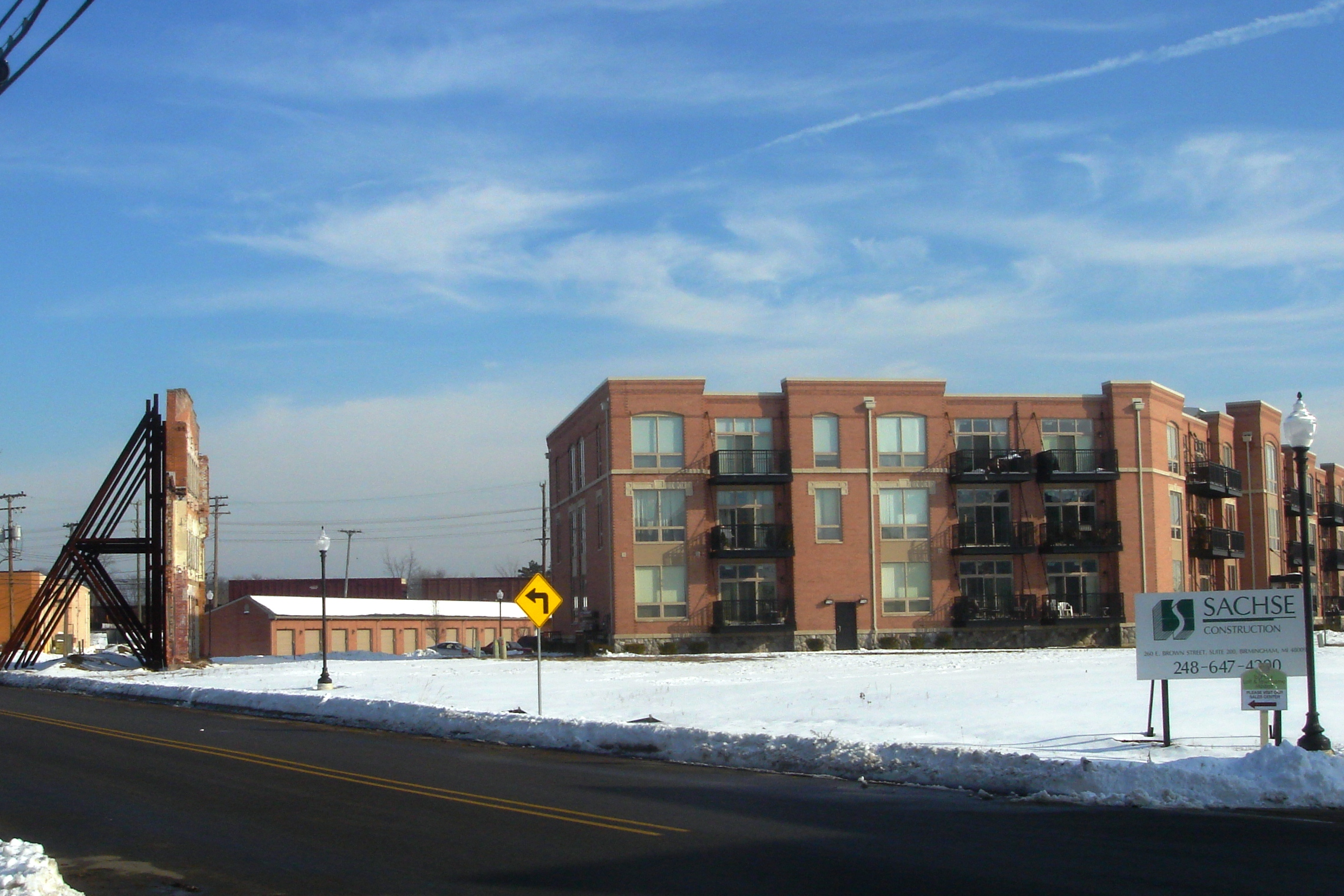
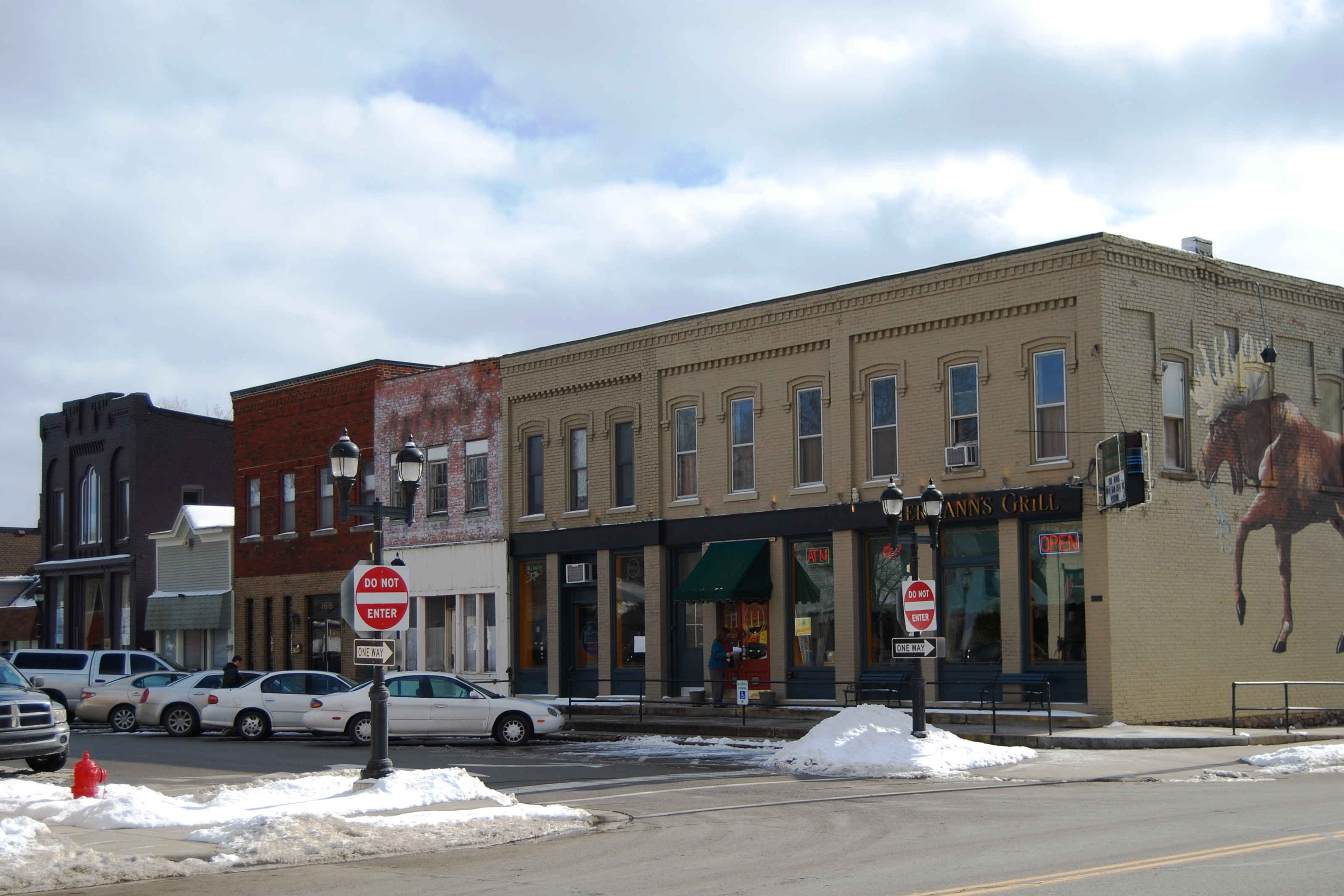
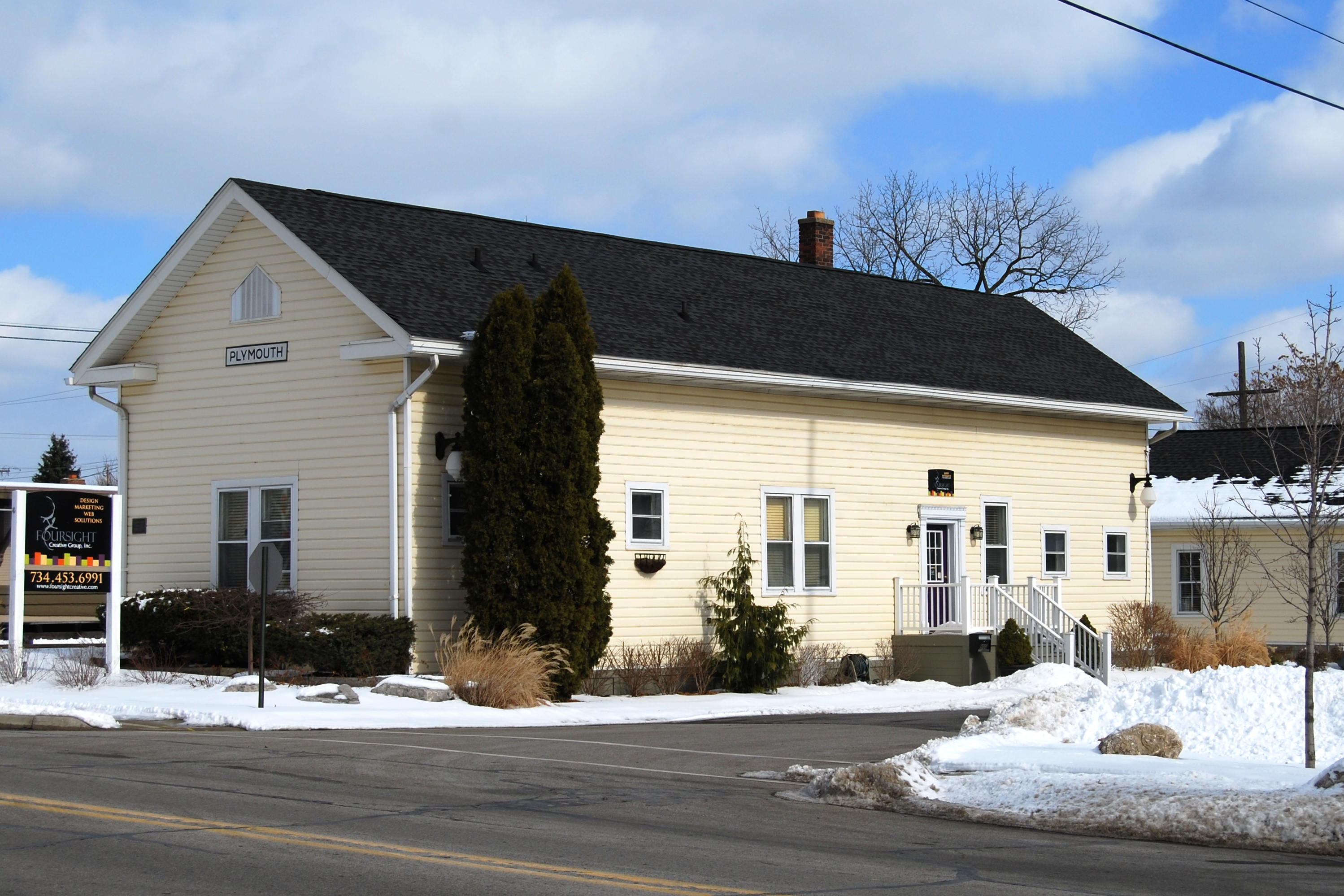
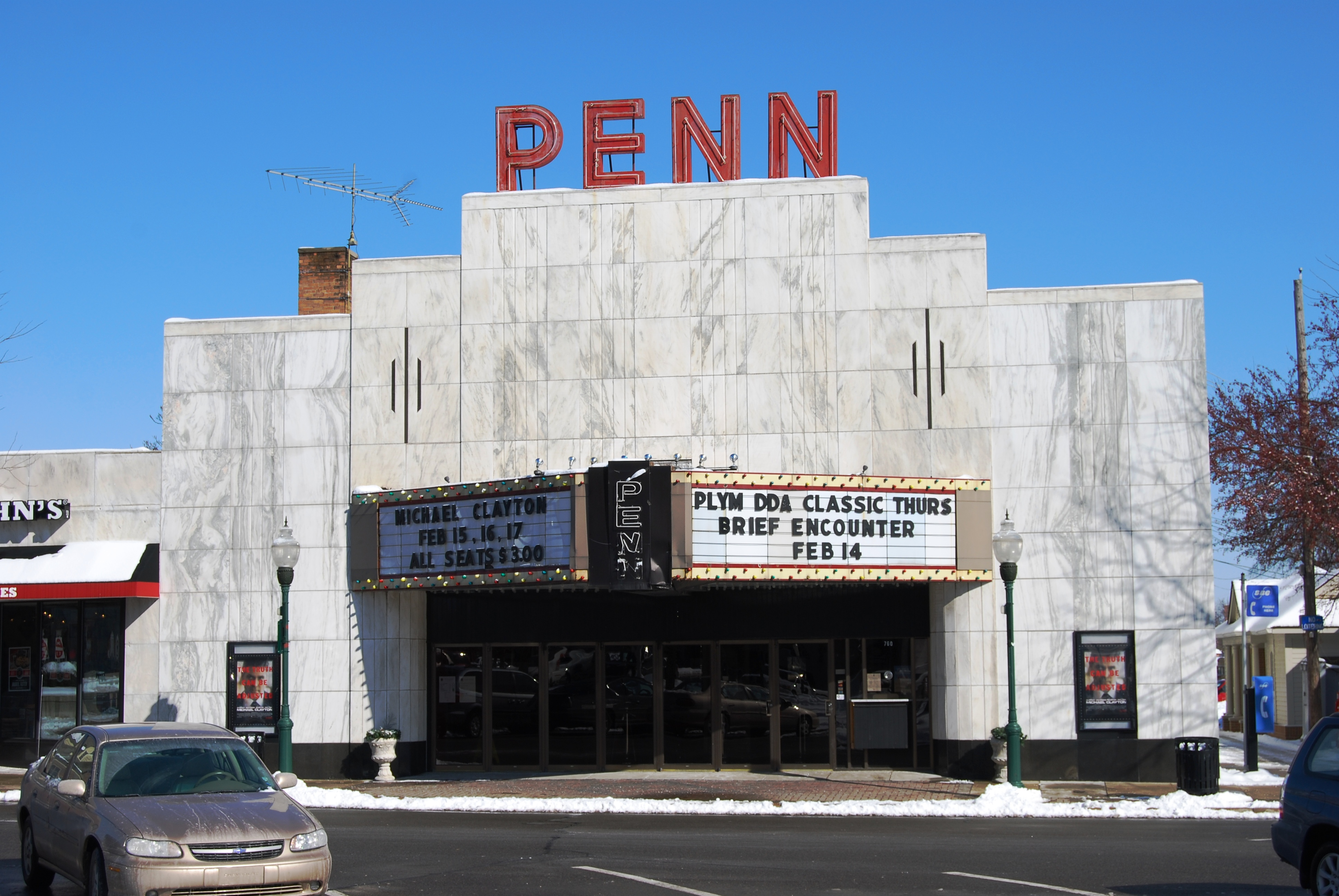
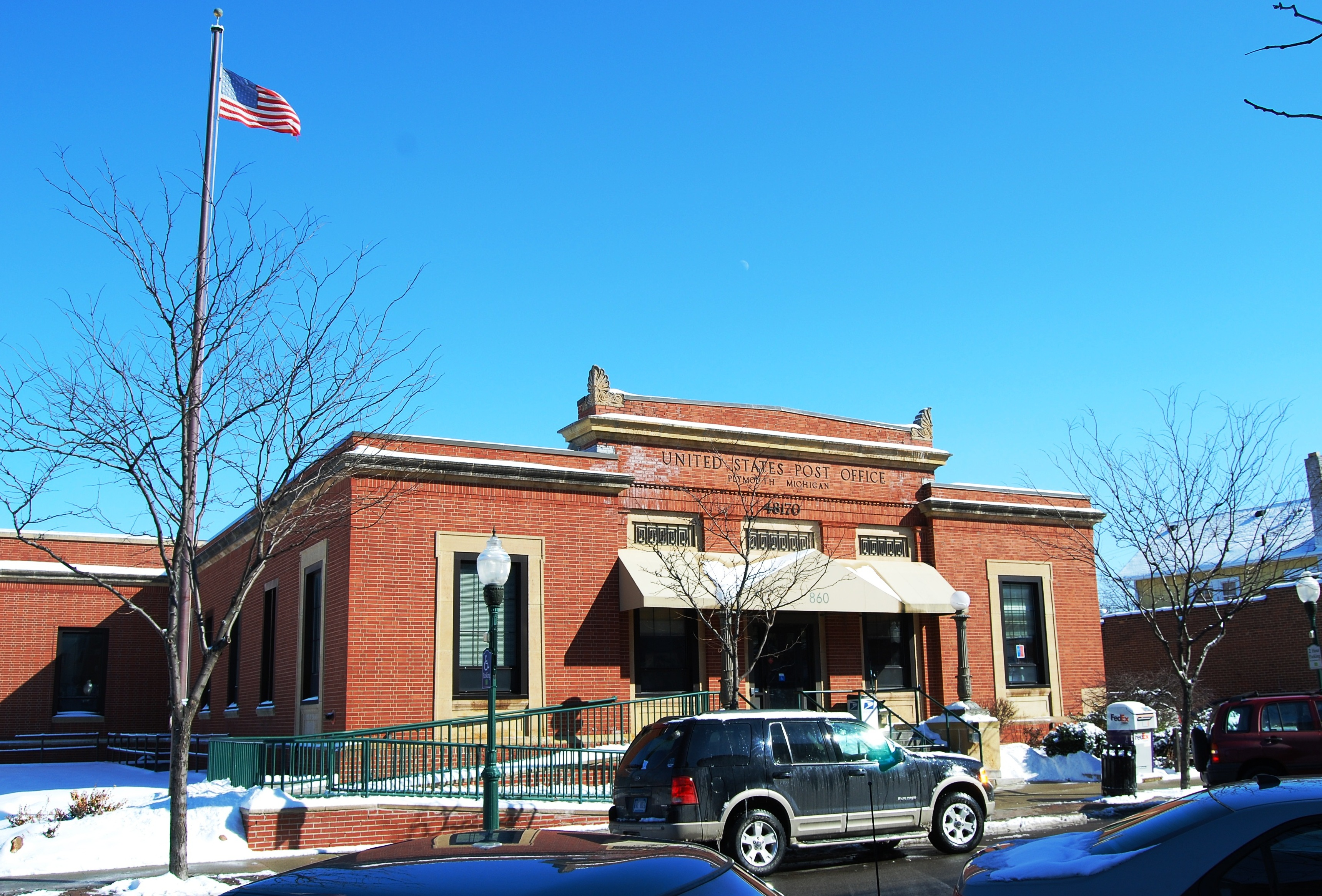
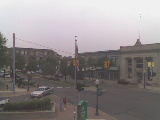